# Bouxwiller, Haut-Rhin

Bouxwiller este o comună în departamentul Haut-Rhin din estul Franței. În 2009 avea o populație de 457 de locuitori.

## Evoluția populației
| An        | 1975 | 1982 | 1990 | 1999 | 2006 | 2009 |
| --------- | ---- | ---- | ---- | ---- | ---- | ---- |
| Populație | 336  | 328  | 314  | 415  | 463  | 457  |